# On n'a pas tout dit
On n'a pas tout dit  était une émission de télévision française diffusée sur France 2 en direct en access prime-time du 3 septembre 2007 au 4 juillet 2008 et présentée par Laurent Ruquier.
Elle remplaçait On a tout essayé dans la grille des programmes de France 2.
Dans le projet initial, le titre de l'émission était C'est ici que ça se passe.
Dès mars 2008, France 2 annonce que l'émission s'arrêtera en juin 2008. 
À partir du 26 mai 2008 et le début des Internationaux de France de tennis 2008, des best-of (On a dit le meilleur) remplaçaient l'émission, avant la diffusion des onze dernières émissions spéciales avec pour invités « fil rouge » des anciens chroniqueurs.

## Chroniqueurs

### De septembre à décembre 2007
De nombreux tests de chroniqueurs ont été effectués. Cela a abouti à la liste de chroniqueurs récurrents suivants :
- Philippe Alfonsi : "ceux qu'il ne faut pas oublier"
- Florence Belkacem
- Pierre Benichou
- Jérôme Bonaldi : inventions et nouveautés
- Christine Bravo
- Mustapha El Atrassi : sketches
- Michaël Gregorio : imitations
- Alex Goude
- Jonathan Lambert : sketches
- Gérard Miller
- Jérémy Michalak : les avis des forumeurs et "demain en kiosque"
- Isabelle Motrot : les sorties cinéma de demain
- Daniel Schick : les expos
- Paul Wermus : chronique people

### De janvier à juin 2008
L'émission a été remaniée à la rentrée 2008 notamment concernant les chroniqueurs présents autour de la table lors de l'émission. 
La liste des chroniqueurs est la suivante :
- Christophe Alévêque
- Philippe Alfonsi : ceux qu'il ne faut pas oublier
- Florence Belkacem
- Pierre Bénichou
- Jérôme Bonaldi : gadgets et inventions
- Steevy Boulay
- Christine Bravo
- Caroline Diament
- Jonathan Lambert : le fan
- Mamane
- Jérémy Michalak : l'avis des forumeurs et "Demain en kiosque"
- Gérard Miller
- Isabelle Motrot : le top 5 des sorties cinéma de la semaine
- Daniel Schick : rubrique arts et expositions
- Paul Wermus : les popolades
- Claude Sarraute